# Barleria antunesii
Barleria antunesii är en akantusväxtart som beskrevs av Gustav Lindau. Barleria antunesii ingår i släktet Barleria och familjen akantusväxter. Inga underarter finns listade i Catalogue of Life.